# 达米尔·马丁
达米尔·马丁（1988年7月14日—），克罗地亚男子赛艇运动员。他曾代表克罗地亚参加2012年夏季奥林匹克运动会赛艇男子单人双桨比赛、2016年夏季奥林匹克运动会赛艇男子单人双桨比赛年和2020年夏季奥林匹克运动会赛艇比赛，获得二枚银牌和一枚铜牌。